# قبيلة الهدندوة

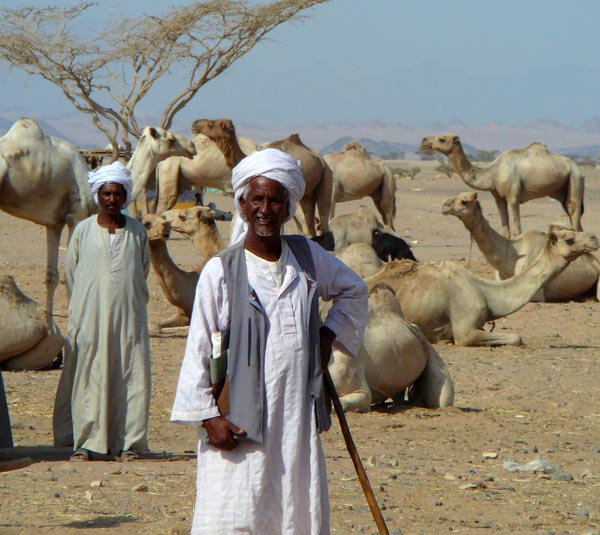

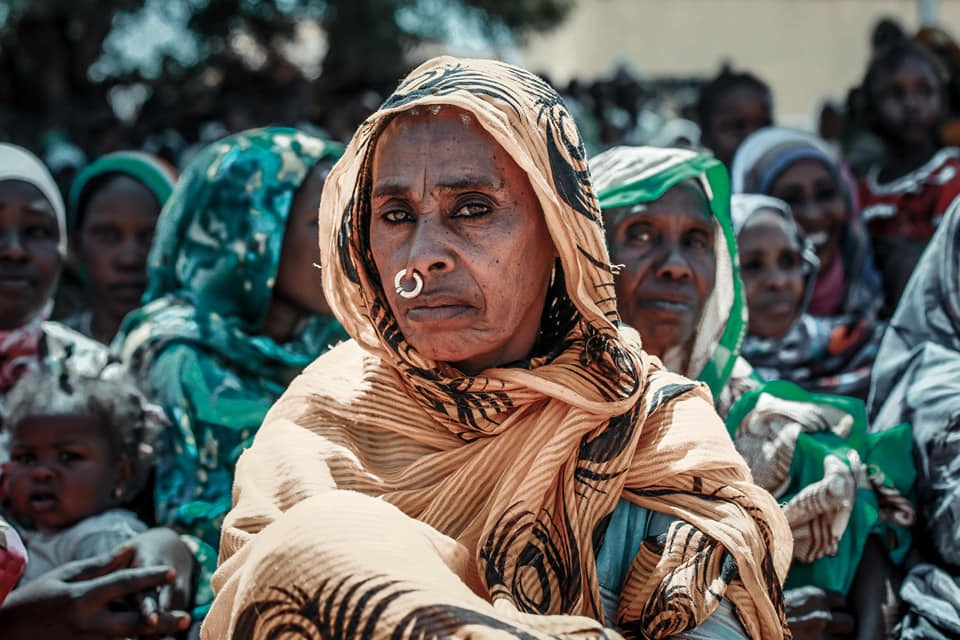

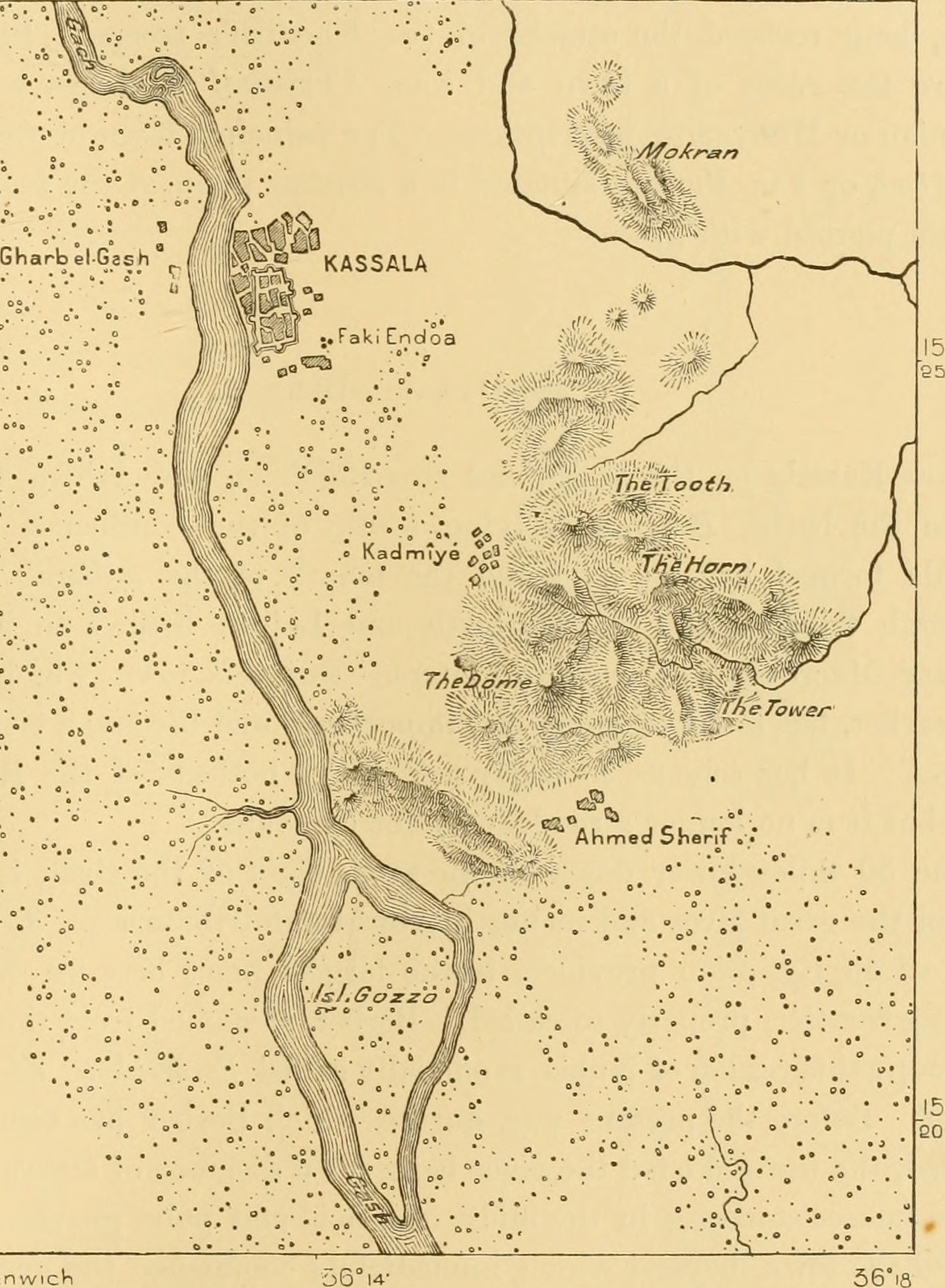
كسلا - سبدرات - الجادن - دولكا. 251 إلى الشمال، تقع قريتا الهدندوا الكبيرتان، ميكتيناه وفيليك، واللتان لهما أهمية كأسواق.

قبيلة الهدندوة هي أكبر قبيلة بجاوية بارتريا والسودان ولا يتفوق عليها في الغنى أو كبر مساحة الأرض وكثرة الإبل والمواشي غير بني عامر في شرق السودان (قبل احتلال الطليان لإرتريا التي أصبحت حكومة فيدرالية مع إثيوبيا). وأراضي إرتريا جمعيها خصبة جداً وأنهارها جميعها تصب في أراضي الهدندوة فالقاش، وبركة وسائر النهيرات تحتاج لأيدي عاملة من القبيلتين وهذا ما لا يمكن تحقيقه في القريب العاجل.
اشتهر الهدندوة بالتعصب الديني وكراهية كل من لا يدين بالإسلام سواء أكان نصرانياً أو يهوديا أو بوذياً أو وثنياً وهم يطلقون عليه (كافر)وأحياناً يطلقونها على كل شديد الحمرة ومراراً ما حاول الإنجليز تفهيم عامتهم بأنهم غير كفار، بل لهم دين، ولكن لم يفد وبقى إسمهم إلى اليوم كما أسلفنا، فحاربوا الحكم التركي عدة سنتين (من سنة 1838م) عندما أراد أحمد باشا أبو ودان فتح بلاد التاكا فلما انقضى عهده ونادى الأمير عثمان دقنة بقتال المستعمر الأجنبي.
كانوا هم أول قبيلة انقضت سيوفها وسنت حرابها وخناجرها لنصرة الدين وعدم دفع الجزية التي لا تجبى من المسلمين. ولم يكن الأمير عثمان غريباً عليهم فهو ابن بنتهم ومن أعلم الناس بكتاب الله وسنة سيد المرسلين في عصره، وهو خطيب المحافل جهوري الصوت
وللأمير تأثير عجيب على مستمعيه فهو ينتقي الألفاظ. التي تأخذ بمجامع القلوب
ويعرف عن عموم قبائل البجة كراهيتم لكل أجنبي لأنه لم يأت إلى ديارهم إلا ليلتقط من أفواههم لقمة العيش ولا يقدر على ذلك إلا كل من تفوق عليهم بالعلوم والمعارف التي حرمهم منها كل المستعمرين حتى الحكومة الوطنية الاستقلالية (من عام 1954م) إذ فتحت في ظرف أربع سنوات أربع مدارس وسط بمديرية كسلا، بينما فتحت في الشمالية أكثر من خمس عشرة وكلها وسطى
قال محمد بك موسى بن إبراهيم بن محمد بن موسى بن ويل علي بن محمد ابن ويل علي بن موسى بن محمود بن أحمد باركوين (باركين) ابن محمد المبارك الذي هو جد عموم الهدندوة، فقد حضر من الحجاز ومعه فريقان عن طريق مدينة عيذاب، وصار ينتقل في أحياء قبائل البجة وقراها حتى حط عصا التسيار في جبل أوكر (OWKER). وما حداه لهذا التنقل وتكبد المشاق إلا بحثه عن ابن عم له من الفقهاء يدعى (عبد الله بن محمد) جد الاباس (ABAIS) وتعريبها العبابسة إذ علم من حجاج السودان أنه رجل مشهور بالتقوى والصلاح وله مسجد كبير لتدريس القرآن مع قوم من البجة تزوج منهم وبدأ في نشر تعاليم الدين الإسلامي بينهم. وفيما محمد المبارك. مقيم في قرية أو وكر وفد عليه أحد تلاميذ ابن عمه المفقود يقرأ القرآن ويتعلثم في العربية، فدار بينهما حديث علم منه المبارك أن ابن عمه عبد الله محمد تزوج بامرأة من البجة في أر كويت ورزق منها ولداً سماه السكوتي وبنتاً. فطلب المبارك من التلميذ أن يرشده إليه فسار معه ورفيقاه حتى وصلا أركويت، وتم التعارف بين الأهل. واقترن المبارك بابنة عبد الله، واستمروا في مكانهم يؤدون رسالة الإسلام. ورزق المبارك ولداً فسماه أحمد
وفي أحد الأيام طلب المبارك من عبد الله أن يرحلوا إلى شواطئ البحر من الجبال، فنزلوا حول سواحل جبل أستوربا (ضواحي الشيخ برغوث)وتعريبها الجبل الأسمره. ثم رست إحدى السفن الميممة للحجاز بالساحل، فطلب محمد من أخيه أن يرحلوا عليها إلى المشرق. فأجابه عبد الله بأني استخرت الله كثيراً فوجدت أن البقاء هنا في (بر المجم)أي الضفة الغربية من البحر الأحمر خيرٌ لنا من المشرق. وكذلك قال ابنه محمد السكوتي، واحتج بضيق السفينة عن حمل مواشيهم. فنزل المبارك على رأيهما وعادوا إلى أركويت، وعاد السكوتي إلى سواكن. أما المبارك فإنه رحل إلى جبل أوكر بزوجه وابنه أحمد وإلى اليوم لا تزال ذرية عبد الله العباسي وابنه محمد السكوتي بأركويت وسواكن، ويقال لهم (أبابسة) (Ababsa) أي عبابسة، غير أنهم أقلية ضئيلة بالنسبة لبني عمهم أبناء باركوين 

## معرض الصور

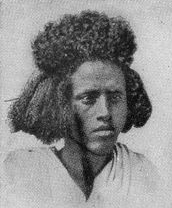
إمرأة من قبيلة الهدنودة في الماضي
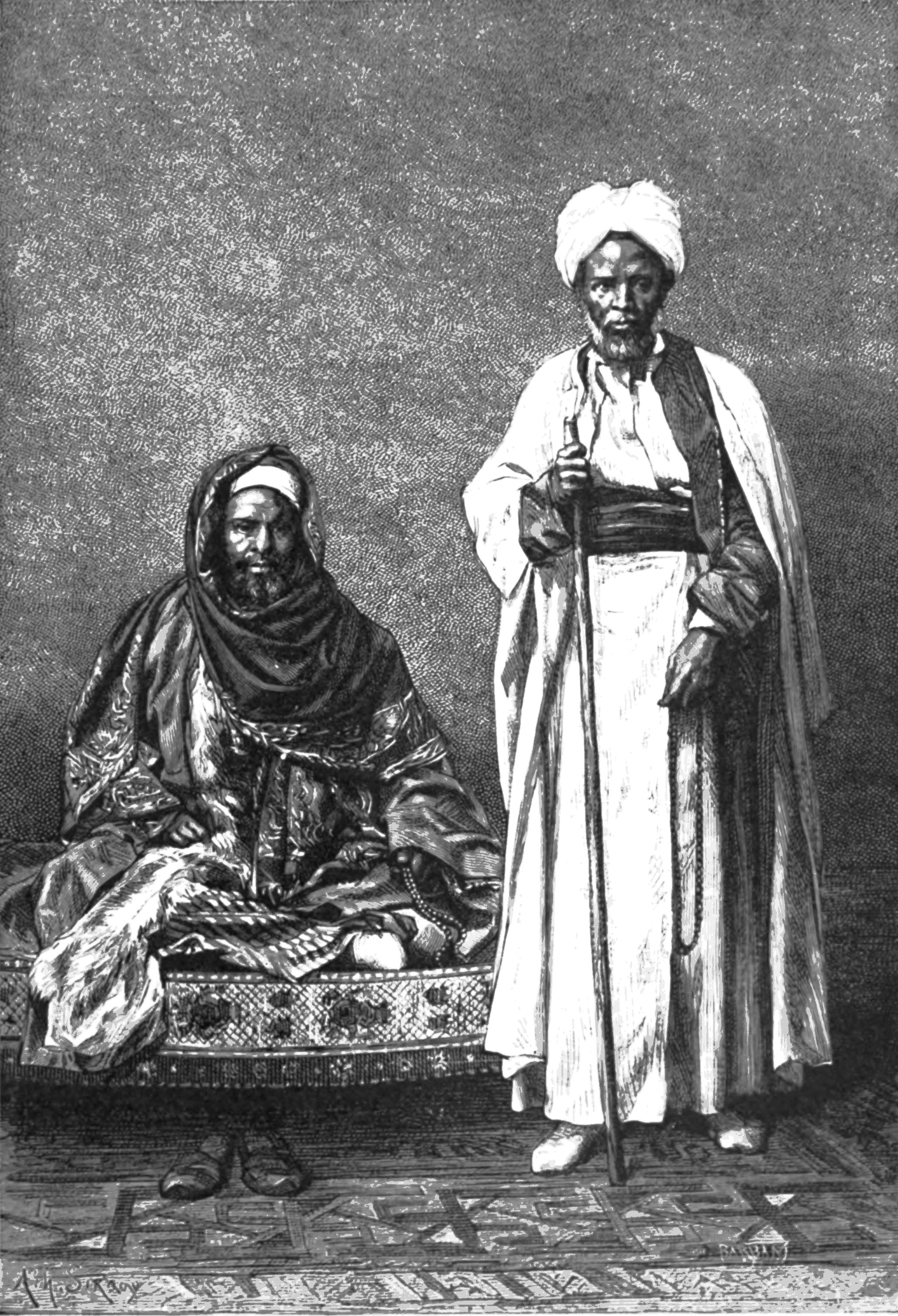
قاضي الخرطوم و شيخ الهدنودة 1890